# Kunskapsantropologi
Kunskapsantropologi är en tvärvetenskaplig disciplin och (ett relativt nytt) universitetsämne. Den är tänkt att ge ett redskap att förstå andra kulture, och samtidigt ge nya insikter om den inhemska.
Det handlar om att se, förstå och lära känna andra människors vanor utifrån deras egna värderingar. Målet är egentligen att bättre kunna förstå sin egen kultur ”genom” andras. Vi får genom kunskapsantropologin insikt i vår egen kultur, i dess brister och fördelar. Ämnet gränsar till idéhistoria, psykologi, sociologi och antropologi. Den brännande frågan inom ämnet är: Kan man förstå en annan kultur?
Kunskapsantropologi försöker förstå kulturyttringar som exempelvis vetenskapliga paradigm, inte genom att se vetenskapen genom våra egna glasögon, utan med kulturen ifråga. Man kan säga att empati och inlevelse underlättar kunskapsprocessen, och att dessa är hjälpmedel i kunskapsinhämtningen.

## Förekomst i Sverige
Det ges kurser/seminarier i kunskapsantropologi på flera av Sveriges universitet och högskolor. Carl Martin Allwood, professor i psykologi vid Göteborgs universitet, har kognitionspsykologi och kunskapsantropologi (anthropology of knowledge på engelska) som specialinriktning. Det pågår även forskning inom området, möjligen klassificerat under ”paraplyet” socialantropologi. Jan Bärmark, professor i vetenskapsteori vid Göteborgs universitet, är också en av de mer kända[källa behövs] namnen inom området i Sverige. Ämnet är inte heller obekant inom högskolekretsar i Luleå och Stockholm.